# Zsurk
Zsurk is een plaats (község) en gemeente in het Hongaarse comitaat Szabolcs-Szatmár-Bereg. Zsurk telt 787 inwoners (2001).